# Puchar Interkontynentalny w Lekkoatletyce 2018 – bieg na 1500 m kobiet
Bieg na 1500 metrów kobiet – jedna z konkurencji biegowych rozgrywana w ramach lekkoatletycznyego pucharu interkontynentalnego na Stadionie miejskim w Ostrawie-Witkowicach.

## Terminarz[1]
| Data       | Godzina |
| ---------- | ------- |
| 8 września | 15:25   |

## Rekordy
Tabela prezentuje rekord świata, rekord pucharu interkontynentalnego, rekordy kontynentów oraz najlepszy wynik na listach światowych w sezonie 2018 przed rozpoczęciem mistrzostw.
|                                     | Zawodniczka        | Wynik   | Miejsce   | Data                  |
| ----------------------------------- | ------------------ | ------- | --------- | --------------------- |
| Rekord świata                       | Genzebe Dibaba     | 3:50,07 | Monako    | 17 lipca 2015(dts)    |
| Listy światowe                      | Genzebe Dibaba     | 3:56,68 | Chorzów   | 8 lipca 2018(dts)     |
| Rekord pucharu interkontynentalnego | Maryam Yusuf Jamal | 4:00,84 | Ateny     | 17 września 2006(dts) |
| Rekord Afryki                       | Genzebe Dibaba     | 3:50,07 | Monako    | 17 lipca 2015(dts)    |
| Rekord Azji                         | Qu Yunxia          | 3:50,46 | Pekin     | 11 września 1993(dts) |
| Rekord Ameryki Północnej            | Shannon Rowbury    | 3:56,29 | Monako    | 17 lipca 2015(dts)    |
| Rekord Ameryki Południowej          | Letitia Vriesde    | 4:05,67 | Tokio     | 31 sierpnia 1991(dts) |
| Rekord Europy                       | Tatjana Kazankina  | 3:52,47 | Zurych    | 13 sierpnia 1980(dts) |
| Rekord Australii i Oceanii          | Sarah Jamieson     | 4:00,93 | Sztokholm | 25 lipca 2006(dts)    |

## Rezultaty[4]
| Pozycja | Zawodniczka                    | Drużyna        | Czas    | Punkty | Uwagi |
| ------- | ------------------------------ | -------------- | ------- | ------ | ----- |
| 1.      | Winny Chebet                   | Afryka         | 4:16,01 | 8      |       |
| 2.      | Shelby Houlihan                | Ameryka        | 4:16,36 | 7      |       |
| 3.      | Rababe Arafi                   | Afryka         | 4:17,19 | 6      |       |
| 4.      | Palakeezh Unnikrishnan Chithra | Azja i Oceania | 4:18,45 | 5      |       |
| 5.      | Linden Hall                    | Azja i Oceania | 4:18,82 | 4      |       |
| 6.      | Simona Vrzalová                | Europa         | 4:19,46 | 3      |       |
| 7.      | Sofia Ennaoui                  | Europa         | 4:22,56 | 2      |       |
| 8.      | Angelín Figueroa               | Ameryka        | 4:33,88 | 1      |       |

## Klasyfikacja drużynowa[4]
| Miejsce | Drużyna        | Punkty indywidualne | Punkty drużynowe |
| ------- | -------------- | ------------------- | ---------------- |
| 1.      | Afryka         | 14                  | 8                |
| 2.      | Azja i Oceania | 9                   | 6                |
| 3.      | Ameryka        | 8                   | 4                |
| 4.      | Europa         | 5                   | 2                |